# Cool Cool Toon
Cool Cool Toon – rytmiczna gra muzyczna wydana na konsolę Dreamcast na zasadzie wyłączności. Gra miała swoją premierę 10 sierpnia 2000 roku, wyłącznie na terenie Japonii.

## Rozgrywka
Litery A, B, X, Y pojawiają się na rogach bądź w środku dużego koła, na ekranie gry. Gracz ma za zadanie wykorzystując analogową gałkę, przesunąć wskaźnik w miejsce litery i przycisnąć odpowiadający jej przycisk na kontrolerze w odpowiednim momencie. Jeśli gracz chybi zbyt wiele razy, zakończy grę.

## Opinie
W większości opinie na temat gry były pozytywne. Recenzenci chwalili oprawę graficzną i unikatowy sposób wykorzystania analogowej gałki kontrolera. Do wad zaliczano krótki czas gry.